# 津市立藤水小学校
津市立藤水小学校（つしりつ ふじみずしょうがっこう）は、三重県津市藤方にある公立小学校。

## 概要
三重県津市の南部に位置し、国道23号線の真横に位置する。校区内には、Panasonic津工場、垂水山、御殿場海岸が存する。

## 沿革
- 1874年7月11日 - 垂水の民家を借用して垂水学校を創設
- 1887年4月1日 - 垂水簡易科授業所と改称
- 1892年4月1日 - 垂水尋常小学校と改称
- 1898年4月1日 - 高等科（2年制）を併設、藤水尋常高等小学校と改称
- 1908年4月1日 - 高等科を廃止し、尋常科（6年制）を藤水尋常小学校と改称
- 1910年4月1日 - 高等科を再併設し、藤水尋常高等小学校と改称
- 1936年3月1日 - 津市と合併のため、津市藤水尋常高等小学校と改称
- 1941年4月1日 - 国民学校令により、津市藤水国民学校と改称
- 1947年4月1日 - 学制改革により、津市立藤水小学校と改称。新設された津市立南郊中学校に3教室を貸与[1]。
- 1991年 - 津市立南が丘小学校の新設により、児童約170名分離

## 行事
毎年6月に総合学習の一環として、海浜学習が行われる。
全校生徒が御殿場海岸に行き、俳句を読んだり、清掃活動をしたり、泥遊びをした後、
楯干（たてぼし）が行われる。楯干とは海に囲った網に魚（アジ、タイ、ハマチなど）を放し、網の中の魚を素手やタモで追いかけて捕まえる。
その後、海の家で野菜や魚など具だくさんの「闇汁（やみじる）」を食する。